# Marco Romano (remero)
Marco Romano (Nápoles, 14 de octubre de 1963) es un deportista italiano que compitió en remo. Ganó dos medallas en el Campeonato Mundial de Remo, oro en 1982 y plata en 1986.

## Palmarés internacional
| Campeonato Mundial | Campeonato Mundial       | Campeonato Mundial | Campeonato Mundial        |
| Año                | Lugar                    | Medalla            | Prueba                    |
| ------------------ | ------------------------ | ------------------ | ------------------------- |
| 1982               | Lucerna (Suiza)          | Medalla de oro     | Cuatro sin timonel ligero |
| 1986               | Nottingham (Reino Unido) | Medalla de plata   | Dos sin timonel           |